# Фолсом (Њу Џерзи)
Фолсом (енгл. Folsom) град је у америчкој савезној држави Њу Џерзи.

## Демографија
По попису из 2010. године број становника је 1.885, што је 87 (-4,4%) становника мање него 2000. године.
| Група             | 2000.         | 2010.         |
| Белци             | 1.776 (90,1%) | 1.632 (86,6%) |
| Афроамериканци    | 87 (4,4%)     | 79 (4,2%)     |
| Азијати           | 17 (0,9%)     | 16 (0,8%)     |
| Хиспаноамериканци | 68 (3,4%)     | 127 (6,7%)    |
| Укупно            | 1.972         | 1.885         |